# جيمس جي. بلنت
جيمس جي. بلنت (بالإنجليزية: James G. Blunt)‏ هو محامي وضابط أمريكي، ولد في 21 يوليو 1826 في Trenton, Maine ‏ في الولايات المتحدة، وتوفي في 27 يوليو 1881 في واشنطن العاصمة في الولايات المتحدة.